# Reita Faria
Reita Faria Powell (nasceu em Bombay, na Índia) é uma modelo que venceu o concurso de Miss Mundo em 1966. Ela foi a primeira asiática a levar o título. 

## Participação no Miss Mundo
Reita teria declarado inúmeras vezes que só teria entrado no concurso por insistência de amigos, para se divertir.  Ela também disse que esperava receber um prêmio de consolação. "Durante a competição, na prova de vestido de noite, fiquei em segundo lugar. Estava vestindo um sari e nunca esperei isso, até porque outras misses vestiam marcas como Christian Dior."  Ela também revelou que seu maiô não agradou à organização do concurso e que teve que comprar outro. "Fui chamada para as 15 finalistas na prova de traje de banho. Minha favorita era Iugoslávia, mas de repente eu estava com a coroa, o cetro e o manto". 

## Vida após o Miss Mundo
Reita recebeu inúmeras propostas para se tornar atriz ou seguir a carreira de modelo, mas ela preferiu se dedicar aos estudos de Medicina.  Casou-se com um irlandês e mudou-se para Dublin, Irlanda, em 1972.  O casal teve 2 filhas, Ann-Marie e Deirdre.  Numa entrevista em 2006, ela revelou: "logo depois de vencer, eu soube que isso não era para mim. Faltavam apenas seis meses para eu me formar em Medicina e eu queria ajudar as pessoas". 

## Fotos e vídeos da coroação
O The Huffington Post tem uma galeria dedicada à Reita. Veja: http://www.huffingtonpost.in/2015/03/23/reita-faria-miss-world_n_6922146.html